# Anastasia Nefedova
Anastasia Evgenyevna Nefedova (* 11. Januar 1999 in Moskau, Russland) ist eine US-amerikanische Tennisspielerin.

## Karriere
Nefedova begann mit fünf Jahren das Tennisspielen und bevorzugt Sandplätze. Sie spielt vorrangig Turniere der ITF Women’s World Tennis Tour, bei der sie bislang drei Doppeltitel gewann.

## Turniersiege

### Doppel
| Nr. | Datum            | Turnier  | Kategorie   | Belag     | Partnerin            | Finalgegnerinnen                  | Ergebnis |
| --- | ---------------- | -------- | ----------- | --------- | -------------------- | --------------------------------- | -------- |
| 1.  | 24. Februar 2018 | Hammamet | ITF $15.000 | Sand      | Andreea Roșca        | Elizabeth Halbauer Caroline Romeo | 6:3, 6:1 |
| 2.  | 10. Januar 2021  | Kairo    | ITF W15     | Sand      | Lexie Stevens        | Fanny Östlund Sandra Samir        | 6:1, 6:4 |
| 3.  | 4. Juli 2021     | Monastir | ITF W15     | Hartplatz | Laetitia Pulchartová | Mariana Dražić Noa Liauw a Fong   | 7:5, 6:2 |

## Persönliches
Nefedova wohnt in Bradenton.